# Neoscona murthyi
Neoscona murthyi är en spindelart som beskrevs av Patel och C. Adinarayana Reddy 1990. Neoscona murthyi ingår i släktet Neoscona och familjen hjulspindlar. Inga underarter finns listade i Catalogue of Life.